# Албано Верчелезе
Алба̀но Верчелѐзе (на италиански: Albano Vercellese; на пиемонтски: Albàn, Албан) е село и община в Северна Италия, провинция Верчели, регион Пиемонт. Разположено е на 151 m надморска височина. Населението на общината е 332 души (към 2013 г.).